# Нова Весь-Велика (Нідзицький повіт)
Нова Весь-Велика (пол. Nowa Wieś Wielka) — село в Польщі, у гміні Яновець-Косьцельний Нідзицького повіту Вармінсько-Мазурського воєводства.
Населення — 194 особи (2011).
У 1975-1998 роках село належало до Ольштинського воєводства.

## Демографія
Демографічна структура станом на 31 березня 2011 року:
|          | Загалом | Допрацездатний вік | Працездатний вік | Постпрацездатний вік |
| -------- | ------- | ------------------ | ---------------- | -------------------- |
| Чоловіки | 97      | 25                 | 54               | 18                   |
| Жінки    | 97      | 26                 | 48               | 23                   |
| Разом    | 194     | 51                 | 102              | 41                   |